# Evaldo Cabral de Mello
Evaldo Cabral de Mello (Recife, 22 de janeiro de 1936) é um historiador,  escritor, ensaista e diplomata brasileiro.
Autor de diversos livros, é considerado um dos mais importantes pesquisadores do período da dominação neerlandesa em Pernambuco no século XVII. Foi também diplomata, até se aposentar.
Em solenidade realizada no dia 27 de março de 2015, no Salão Nobre do Petit Trianon, o diplomata e historiador Evaldo Cabral de Mello tomou posse na Cadeira 34 da Academia Brasileira de Letras. O novo Acadêmico, eleito no dia 23 de outubro de 2014., sucede ao Acadêmico, romancista, cronista, jornalista e tradutor João Ubaldo Ribeiro, falecido no dia 18 de julho de 2014. Segundo o Presidente da ABL, Acadêmico Geraldo Holanda Cavalcanti, “Diz-se de um autor de sucesso que tem uma grande obra. No caso de Evaldo Cabral de Mello, é uma grande obra que tem um autor. Um autor que se apaga atrás de uma grande modéstia. Mas que tinha que ser revelado. E foi. A Academia é o lugar certo para abrigá-lo e se sente honrada com isso”.

## Carreira
Voltado para o estudo da História da região Nordeste do Brasil, em especial o ciclo da cana-de-açúcar. Como diplomata, representou o Brasil nos Estados Unidos, Espanha, França, Suíça, Portugal e Trinidad e Tobago. É irmão do poeta e também diplomata João Cabral de Melo Neto e primo do sociólogo Gilberto Freyre, bem como do poeta Manuel Bandeira, todos eles já falecidos.
Estudou Filosofia da História em Madri e Londres. Em 1992, obteve o título de doutor por notório saber pela Universidade de São Paulo pelo conjunto dos seus trabalhos, que, além de inúmeros artigos na Revista do Instituto Arqueológico, Histórico e Geográfico Pernambucano e alhures, incluem diversos livros publicados.
Tem tido o importante papel de ampliar a ênfase da história brasileira no Nordeste, que foi a principal parte da colônia portuguesa do Brasil e que, com as revoluções de 1817 e 1824, ambas em Pernambuco, delineou, a seu ver, uma alternativa mais democrática para o País do que a monarquia bragantina sediada no Rio de Janeiro. Daí, suas críticas ao que chama historiografia "riocêntrica", que ignoraria as peculiaridades e potencialidades do Brasil que não foram cumpridas.
Seu livro O negócio do Brasil desmente a tese de que a expulsão dos holandeses do Nordeste foi uma vitória militar, mostrando que Portugal pagou alto valor aos Países Baixos pela volta de sua colônia - apesar de, a essa altura, os neerlandeses (como Evaldo os chama, para não confundir a província da Holanda com o restante das Províncias Unidas) já terem sido efetivamente expulsos de Pernambuco e das capitanias que haviam ocupado.

## Obras[7]
- Olinda restaurada: guerra e açúcar no Nordeste, 1630-1654 (1975);
- O Norte agrário e o Império, 1871-1889 (1984);
- Rubro veio: o imaginário da restauração pernambucana (1986);
- O nome e o sangue: uma parábola familiar no Pernambuco colonial (1989);
- A fronda dos mazombos: nobres contra mascates, 1666-1715 (1995);
- O negócio do Brasil: Portugal, os Países Baixos e o Nordeste, 1641-1669 (1998);
- A ferida de Narciso. Ensaio de história regional (2001);
- Um imenso Portugal: história e historiografia (2002);
- A outra Independência. O federalismo pernambucano de 1817 a 1824 (2004);
- Nassau, governador do Brasil holandês (2006);
- O Brasil holandês (1630-1654) (organizador) (2010);
- O bagaço da cana. Os engenhos de açúcar do Brasil holandês (2012);
- A educação pela guerra. Leituras cruzadas da história colonial (2014).

## Ligações Externas
http://www.academia.org.br/abl/cgi/cgilua.exe/sys/start.htm?sid=1045